# جيت موتو (سلسلة)
جيت موتو (بالإنجليزية: Jet Moto)‏ ، هي سلسلة ألعاب فيديو التي نشرها شركة سوني كمبيوتر إنترتينمنت ، بدأت أولى إصدارتها عام 1996م، وتوقفت عام 1999م.